# Artace (Misia)
Artace (in greco antico: Ἀρτάκη?) era una colonia greca dell'Ellesponto. Viene localizzata nella città turca di Erdek.

## Storia
Era ubicata sull'isola di Cizico, di fronte alla città di Priapo e secondo Strabone fu fondata dai coloni di Mileto. Viene citata anche da Erodoto
Partecipò alla lega delio-attica visto che appare nei registri dei tributi ad Atene negli anni 454  e 418 a.C.
Nelle Argonautiche di Apollonio di Rodi si cita la fonte di Artace, che fu il luogo dove gli Argonauti depositarono l'ancora di pietra nella nava Argo per cambiarla con una più grande. Sempre in quest'opera letteraria è presente il personaggio di Artace, uno dei Dolioni uccisi dagli Argonauti, da mettere anch'egli in relazione con la città.
Plinio il Vecchio menziona invece il porto di Artace anche se al suo tempo la città non esisteva più.